# Maciej Sawicki
Maciej Sawicki (ur. 20 stycznia 1979 w Pruszkowie) – polski piłkarz (napastnik), w latach 2012–2021 sekretarz generalny PZPN.

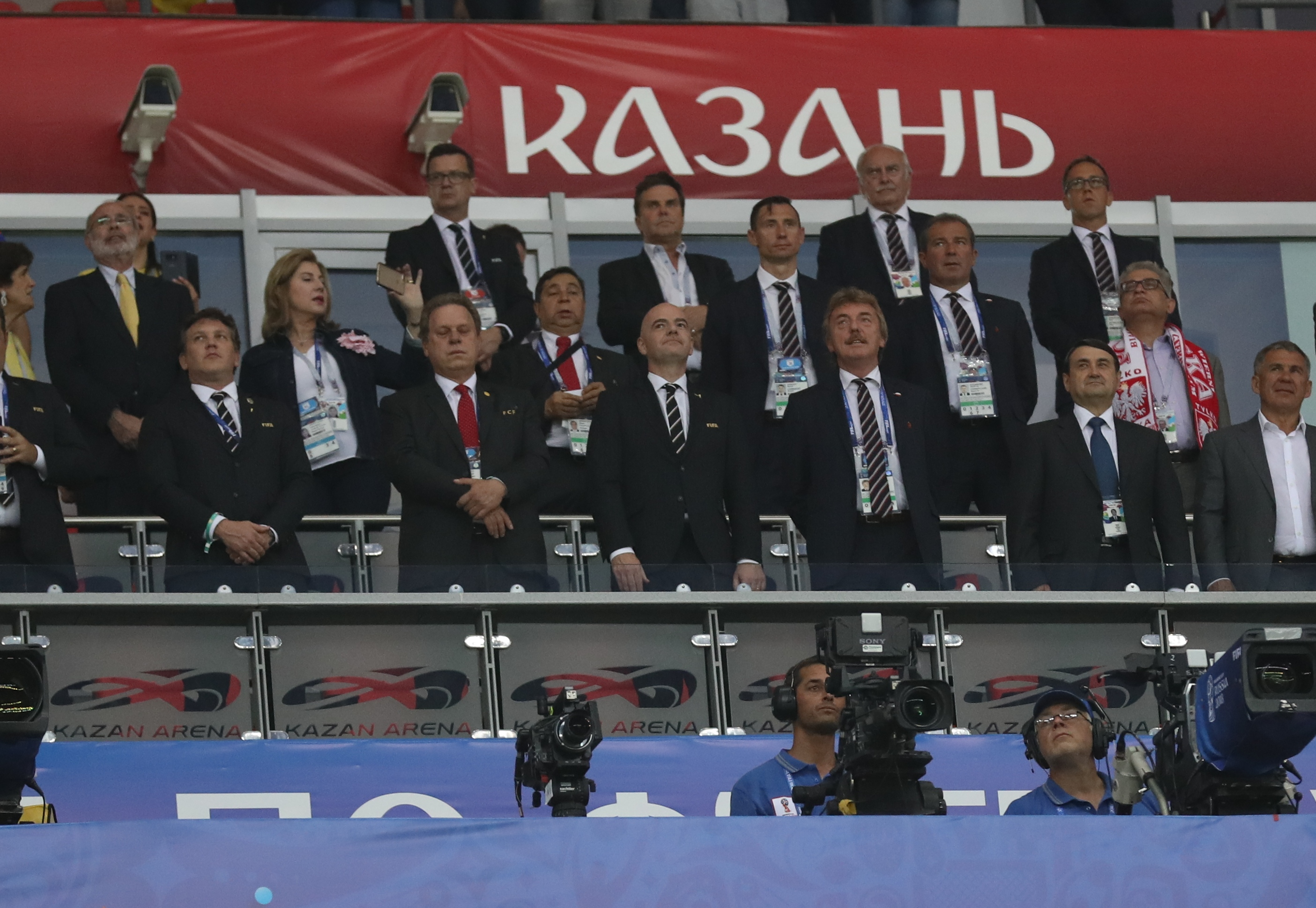
Maciej Sawicki (trzeci od prawej strony środkowego rzędu)

Początkowo zawodnik RKS Ursus, następnie gracz Legii Warszawa. 18 kwietnia 1998 roku zadebiutował w jej barwach w I lidze w meczu z Pogonią Szczecin, w którym strzelił także swojego pierwszego gola. W sezonie 1999/2000 rozegrał dwa spotkania w Pucharze UEFA – wystąpił w pojedynkach z Wardarem Skopje (5:0) i Udinese Calcio (1:1). W latach 2000–2001 przebywał na wypożyczeniu w Stomilu Olsztyn, w którym był podstawowym zawodnikiem. Po powrocie do warszawskiego klubu został odesłany do rezerw. W rundzie wiosennej sezonu 2002/2003 reprezentował barwy trzecioligowej Korony Kielce (strzelił sześć goli). W lipcu 2003 roku rozwiązał z nią kontrakt ze względu na kontuzję.
Następnie ukończył studia menedżerskie MBA Uniwersytetu Warszawskiego i University of Illinois. Kształcił się ponadto w Harvard Business School, a później pracował zawodowo jako menedżer. 
Po wyborach w Polskim Związku Piłki Nożnej w 2012 został wybrany sekretarzem generalnym tej organizacji. Pracę rozpoczął 15 listopada. Pracę na tym stanowisku zakończył 2 września 2021.
Do 2013 rekreacyjnie występował w A-klasowym Anprelu Nowa Wieś.
Od 3 września 2021 roku pełni funkcję prezesa Kanału Sportowego,.W dniu 31 Lipca  2025 roku ustąpił ze stanowska.
21 listopada 2022 r. został zatrzymany przez Centralne Biuro Antykorupcyjne. Sąd utrzymał w mocy środki zapobiegawcze nałożone na Macieja Sawickiego i Jakuba T. przez zachodniopomorską delegaturę Prokuratury Krajowej. 

## Odznaczenia
- Krzyż Niepodległości I Klasy z Gwiazdą (NSZZ Policjantów) – 2019[17]